# Jégtánc a 2025. évi téli universiadén
A 2025. évi téli universiadén a műkorcsolya jégtánc versenyszámának ritmustáncát január 16-án délután, míg a szabadprogramját másnap, január 17-én kora este rendezték a torinói Palavelában.
Az aranyérmet Sofía Val, a madridi Camilo Jose Cela University hallgatója, és a szintén Madridban, a Műszaki Egyetemen tanuló orosz származású Aszaf Kazimov szerezte meg, míg a francia Lou Terreaux, Noé Perron kettős ezüstérmes lett. A dobogó harmadik fokára a házigazda olasz Giulia Isabella Paolino és Andrea Tuba állhatott fel.

## Versenynaptár
Az időpont(ok) helyi idő szerint olvashatóak (UTC +01:00):
| Dátum                       | Időpont | Forduló       |
| --------------------------- | ------- | ------------- |
| 2025. január 16., csütörtök | 15:30   | Ritmustánc    |
| 2025. január 17., péntek    | 19:45   | Szabadprogram |

## Eredmény
| Hely. | Versenyző                                   | Nemzet              | Ritmustánc | Ritmustánc                 | Ritmustánc                 | Ritmustánc                 | Ritmustánc | Ritmustánc | Ritmustánc | Ritmustánc | Ritmustánc | Szabadprogram | Szabadprogram              | Szabadprogram              | Szabadprogram              | Szabadprogram | Szabadprogram | Szabadprogram | Szabadprogram | Szabadprogram | Ö      |
| Hely. | Versenyző                                   | Nemzet              | R          | Program komponens pontszám | Program komponens pontszám | Program komponens pontszám | PP         | TP         | LV         | ÖP         | H          | R             | Program komponens pontszám | Program komponens pontszám | Program komponens pontszám | PP            | TP            | LV            | ÖP            | H             | Ö      |
| Hely. | Versenyző                                   | Nemzet              | R          | ÖT                         | EM                         | KK                         | PP         | TP         | LV         | ÖP         | H          | R             | ÖT                         | EM                         | KK                         | PP            | TP            | LV            | ÖP            | H             | Ö      |
| ----- | ------------------------------------------- | ------------------- | ---------- | -------------------------- | -------------------------- | -------------------------- | ---------- | ---------- | ---------- | ---------- | ---------- | ------------- | -------------------------- | -------------------------- | -------------------------- | ------------- | ------------- | ------------- | ------------- | ------------- | ------ |
|       | Sofía Val Asaf Kazimov                      | Spanyolország (ESP) | 6          | 7,05                       | 7,10                       | 6,95                       | 28,06      | 38,36      | 0,00       | 66,42      | 1.         | 11            | 7,65                       | 7,60                       | 7,50                       | 45,50         | 60,85         | 0,00          | 106,35        | 1.            | 172,77 |
|       | Lou Terreaux Noé Perron                     | Franciaország (FRA) | 8          | 6,95                       | 6,95                       | 7,10                       | 27,92      | 37,25      | 0,00       | 65,17      | 3.         | 9             | 7,45                       | 7,50                       | 7,40                       | 44,70         | 58,73         | 0,00          | 103,43        | 2.            | 168,60 |
|       | Giulia Isabella Paolino Andrea Tuba         | Olaszország (ITA)   | 5          | 7,00                       | 7,05                       | 7,00                       | 28,00      | 37,84      | 0,00       | 65,84      | 2.         | 10            | 7,45                       | 7,45                       | 7,30                       | 44,40         | 56,61         | 0,00          | 101,01        | 3.            | 166,85 |
| 4.    | Marija Pincsuk Mikita Pogorjelov            | Ukrajna (UKR)       | 11         | 6,95                       | 7,05                       | 7,20                       | 28,20      | 33,19      | 0,00       | 61,39      | 4.         | 8             | 7,20                       | 7,10                       | 7,25                       | 43,10         | 52,03         | -1,00         | 94,13         | 4.            | 155,52 |
| 5.    | Carlotte Argentieri Francesco Riva          | Olaszország (ITA)   | 2          | 6,40                       | 6,45                       | 6,35                       | 25,54      | 29,87      | 0,00       | 55,41      | 5.         | 7             | 6,75                       | 6,80                       | 6,60                       | 40,30         | 52,80         | 0,00          | 93,10         | 5.            | 148,51 |
| 6.    | Csiszér Emese Mark Shapiro                  | Magyarország (HUN)  | 3          | 5,95                       | 5,80                       | 5,85                       | 23,40      | 30,80      | 0,00       | 54,20      | 6.         | 6             | 6,30                       | 6,40                       | 6,15                       | 37,70         | 46,74         | 0,00          | 84,44         | 7.            | 138,64 |
| 7.    | Philomène Sabourin Raúl Bermejo             | Spanyolország (ESP) | 4          | 5,95                       | 6,00                       | 5,80                       | 23,60      | 29,02      | 0,00       | 52,62      | 8.         | 4             | 6,30                       | 6,40                       | 6,00                       | 37,40         | 47,45         | 0,00          | 84,85         | 6.            | 137,47 |
| 8.    | Eva Bernard Amédeo Bonetto                  | Franciaország (FRA) | 10         | 6,00                       | 5,95                       | 6,00                       | 23,87      | 27,68      | 0,00       | 51,55      | 10.        | 2             | 6,20                       | 6,20                       | 6,05                       | 36,90         | 47,29         | 0,00          | 84,19         | 8.            | 135,74 |
| 9.    | Emma Kivioja Erik Pellnor                   | Svédország (SWE)    | 7          | 5,85                       | 5,75                       | 5,70                       | 23,01      | 29,23      | 0,00       | 52,24      | 9.         | 3             | 5,85                       | 5,80                       | 5,90                       | 35,10         | 43,98         | -1,00         | 78,08         | 10.           | 130,32 |
| 10.   | Kristina Dobroserdova Alessandro Pellegrini | Örményország (ARM)  | 1          | 6,00                       | 5,85                       | 5,75                       | 23,41      | 27,87      | 0,00       | 51,28      | 11.        | 1             | 5,55                       | 5,50                       | 5,60                       | 33,30         | 44,98         | 0,00          | 78,28         | 9.            | 129,56 |
| 11.   | Sofia Dovhal Wiktor Kulesza                 | Lengyelország (POL) | 9          | 6,30                       | 6,25                       | 6,10                       | 24,80      | 27,85      | 0,00       | 52,65      | 7.         | 5             | 6,40                       | 6,10                       | 6,00                       | 37,00         | 38,28         | -1,00         | 74,28         | 11.           | 126,93 |

____
Magyarázat:
• R = rajtszám • PP = program pontozás (faktorált) • TP = technikai pontszám • LV = levonás • ÖP = össz. pontszám • H = helyezés • ÖT = összetétel • EM = előadás/kivitelezés • KK = korcsolyázó képesség • Ö = összesített pontszám